# スフバートル県
スフバートル県（スフバートルけん、モンゴル語: Сүхбаатар, ᠰᠦᠬᠡᠪᠠᠭᠠᠳᠤᠷ）は、モンゴル国の県（アイマク）の一つ。県庁所在地はバルーン・ウルト。

## 概要
モンゴル国の東部にあり、北にドルノド県、西にヘンティー県とドルノゴビ県、南に中華人民共和国内モンゴル自治区と国境を接する。県内にはモンゴル国内で最も多くの死火山があり、その数は220に達する。

## 行政単位 郡(ソム)
- アスガト(Асгат)
- バヤン-オルト(Баруун-Урт)
- バヤンデルゲル(Баяндэлгэр)
- ダリガンガ(Дарьганга)
- ムンフハーン(Мөнххаан)
- ナラン(Наран)
- オンゴン(Онгон)
- スフバータル(Сүхбаатар)
- トゥブシンシレー(Түвшинширээ)
- トゥメンツォグト(Түмэнцогт)
- オールバヤン(Уулбаян)
- ハルザン(Халзан)
- エルデネツァガーン(Эрдэнэцагаан)

## その他
- スフバートル県は、良馬の産地として有名であり、競馬優勝馬を数多く出している。
- ドンゴイン・シレー遺跡：古代トルコ文字で書かれた碑石が立っていた遺跡が大阪大学とモンゴル科学アカデミー考古学研究所との共同調査によって発掘調査された[4][5]。
- イフ・ボラギーン・ウンドゥル・ドブジョー遺跡：15～17世紀の寺院址も調査されており、蓮華文様の瓦や磚が出土している[6]。

## 著名人物
- 鶴竜力三郎（本名：マンガルジャラビーン・アナンド） - 日本で大相撲力士として活動していた(2021年3月場所途中に引退、現在は年寄「音羽山」を襲名し、後進の指導にあたっている)。生まれ育ったところは首都のウランバートル市だが、取組前の場内アナウンスなどでは父親の故郷であるスフバートル県を自身の出身地としている。
- ダムディン・スフバートル